# Dot és a koala
A Dot és a koala (eredeti címén Dot and the Koala) 1985-ben bemutatott ausztrál rajzfilm. A forgatókönyvet Greg Flynn írta, a rajzfilmet Yoram Gross rendezte, a zenéjét John Sangster és Bob Young szerezte. A Yoram Gross Films készítette, a Hoyts Distribution forgalmazta.
Ausztráliában 1985. június 20-án mutatták be a mozikban, Magyarországon 1995. május 1-jén az MTV2-n vetítették le a televízióban.

## Szereplők
| Szereplő                    | Eredeti hang | Magyar hang                                                                       |
| --------------------------- | ------------ | --------------------------------------------------------------------------------- |
| Dot (emberlány)             | Robyn Moore  | Vadász Bea                                                                        |
| Sheila (kenguru)            | Robyn Moore  | Szegedi Erika                                                                     |
| További szereplők           | Robyn Moore  | Szegedi Erika                                                                     |
| Bruce (koala)               | Keith Scott  | Kiss Erika                                                                        |
| Percy polgármester (disznó) | Keith Scott  | Orosz István                                                                      |
| Sherlock Bones (patkány)    | Keith Scott  | Juhász Jácint                                                                     |
| Watson (macska)             | Keith Scott  | Beregi Péter                                                                      |
| Rendőrőrmester (buldog)     | Keith Scott  | Várkonyi András                                                                   |
| További szereplők           | Keith Scott  | Bartucz Attila Fekete Zoltán Holl Nándor Imre István Wohlmuth István Zágoni Zsolt |

## Betétdalok
- Stop It from Happening
- Small Town

## Érdekesség
Ebben a dalbetétben a Dot és a kenguru és a repülő róka a Dot és Muris Füles című filmből látott erdő lakók jelennek meg.

## Televíziós megjelenések
TV-2, TV-1 